# 陶煦
陶煦（1466年—？），字時和，號東溪，浙江嘉興府秀水縣人，明朝政治人物。

## 生平
弘治二年（1489年）浙江鄉試第七十七名举人，弘治三年（1490年）联登庚戌科三甲九十四名進士。初授永丰县知县，歷官直隸溧水縣知縣。十四年（1501年）十月實授湖广道监察御史，正德四年（1509年）巡按广西，擢升安庆府知府，八年二月升福建按察司副使，卒于官。

## 家族
曾祖陶鉦，義民；祖父陶濟民；父陶松，號松蘭，封刑部主事；母張氏。重庆下。兄勲、熙、烨、弟陶照，同科進士；燦；儒；俨；俸；烈；炜；炼。
子陶至、陶里。